# Calyciphora acarnella
Espèce
Synonymes
- Alucita acarnella Walsingham, 1898[2]

Calyciphora acarnella est une espèce européenne de lépidoptères (papillons) de la famille des Pterophoridae.

## Description
L'envergure est de 20 à 28 mm. Les ailes antérieures sont gris brunâtre pâle et les ailes postérieures sont brun bronzé.

## Répartition
On trouve Calyciphora acarnella en Corse et en Sardaigne.

## Écologie
La chenille se nourrit de Picnomon acarna et Ptilostemon casabonae. Elle est verdâtre pâle, couverte de longs poils blancs.